# Berman Brothers
Die Berman Brothers, bestehend aus den Brüdern Frank Bermann und Christian Bermann, sind ein international deutsches Musikproduzentenduo. Unter anderem arbeiteten sie mit Real McCoy, Coldplay, Sting, Baha Men, Sophie B. Hawkins, Hanson, dem Buena Vista Social Club.
Im Jahr 2006 kreierten und produzierten sie das Album Rhythms del Mundo, auf dem bekannte kubanische Son-Musiker mit Vocaltracks von international bekannten Rock- und Pop-Musikern  wie U2, Coldplay, Sting, Jack Johnson, Maroon 5, Arctic Monkeys, Franz Ferdinand und den Kaiser Chiefs bekannte Titel neu interpretiert haben.
2008 produzierten die beiden Brüder mit Rhythms del Mundo – Cubano Alemán nach dem gleichen Prinzip ein Album mit deutschen Künstlern wie Xavier Naidoo, Ich + Ich, Die Fantastischen Vier, 2raumwohnung, Silbermond, Culcha Candela, Juli, Tocotronic, Udo Lindenberg und Jan Delay.
Im Jahr 2014 veröffentlichten sie das Album „Studio Rio presents The Brazil Connection“, welches Jazz und Soul Klassiker in Bossa Nova und Samba Versionen beinhaltet. Beteiligte Künstler sind z. B. Billie Holiday, Marvin Gaye, Aretha Franklin, Nina Simone und Sly & The Family Stone. Die Studio Rio Version von „It’s Your Thing“ der Band The Isley Brothers wurde auch auf dem offiziellen 2014 FIFA World Cup Album „One Love, One Rhythm“ veröffentlicht.
Musikalische Auszeichnungen für die Berman Brothers beinhalten unter anderem den Grammy Award für Produktion und Remix des Titels Who Let the Dogs Out der Gruppe Baha Men im Jahr 2001.
Kompositionen und Produktionen der Berman Brothers sind in großen weltweiten Werbekampagnen von z. B. Nissan, Casio, Lufthansa, Honda und Lexus zu hören. Des Weiteren wurde ihre Musik in internationalen Hollywood-Filmproduktionen wie Miss Congenality (Miss Undercover) mit Sandra Bullock, Parent Trap mit Lindsay Lohan, +  House und Die Sopranos verwendet. Der von ihnen Co-Produzierte Titel One in a Million des Künstlers Bosson aus dem Film Miss Congenality (Miss Undercover) erhielt eine Golden Globe Nominierung.